# Deir el-Medina
Deir el-Medina of Deir el-Medineh was een nederzetting in het Oude Egypte die zich vlak bij de Vallei der Koningen bevond. Ze lag tussen het Ramesseum en Medinet Haboe en is ontstaan onder Thoetmosis I, maar de oude Egyptenaren beschouwen Amenhotep I als stichter. Er bevond zich een oude tempel voor Hathor.
De oudegyptische naam van het dorp was Set-Maät-her-Imenty-Waset, wat zich vertalen laat als 'de plaats van de Maät (waarachtigheid of 'kosmische orde') ten westen van Waset (Thebe)'.

## Het dorp
Het blootleggen van de site gebeurde onder leiding van Franse archeologen.
Het dorp is een archeologische schat om het dagelijkse leven te onderzoeken, maar toch moet er rekening mee worden gehouden dat het geen doorsnee-dorp was. De meeste dorpen leefden immers van landbouw, maar in Deir el-Medina woonden kunstenaars en arbeiders die verantwoordelijk waren voor de rotsgraven in de Vallei der Koningen, de Vallei der Koninginnen en de graven van edelen. De vizier en de farao hadden rechtstreeks zeggenschap over het dorp.
Er waren ongeveer zeventig huizen die alle hetzelfde patroon hadden. Ze bestonden uit vier ruimtes: twee slaapruimtes, één leefruimte en één magazijn, maar daarnaast was er een trap die naar het dak leidde, waar men ook kon vertoeven. Ook hadden ze vaak een kelder. De huizen van mensen hoger in rang waren ruimer en hadden meer kamers. Niet ver van het dorp ligt tegen de heuvel de begraafplaats van de bewoners. De graven geven aanwijzingen over de levenswijze van de bevolking. Dat is bijzonder omdat het dagelijks leven nooit afgebeeld wordt in (koninklijke) graven.

## De inwoners en hun werk
De gemeenschap woonde afgesloten van de rest van de buitenwereld. Voedsel en water kregen ze aangeleverd vanuit Thebe. Dagelijks werd via een karavaan ezeltjes water uit de Nijl aangevoerd. Dit alles natuurlijk omdat het geheim moest blijven. De arbeiders waren verdeeld in twee groepen die het symbool waren voor de beide zijden van een schip (stuurboord en bakboord). Een bouwmeester stond aan het hoofd van een groep arbeiders. De volgende beroepen waren vertegenwoordigd in een groep: beeldhouwers, schilders, tekenaars en houtbewerkers. Meestal kregen zij aan het begin van de regeerperiode van een nieuwe farao rechtstreeks opdracht om aan zijn eeuwige woning te beginnen. In de loop van de jaren werd het graf, dat uit verschillende gangenstelsels en kamers kon bestaan, klaar gemaakt en door de bouwmeester verzegeld. Als de farao kwam te overlijden, ging de mummificatieperiode in. Die duurde 70 dagen. In die periode moest het graf helemaal klaargemaakt worden voor de begrafenis. Het stoffelijk overschot kwam dan in Thebe aan en werd over land naar de Vallei der Koningen gebracht.
In Deir el-Medina werd in het Nieuwe Rijk Hathors cultus erg populair. Zij werd er o.a. vereerd in haar vorm als Mertseger, de slangengodin. Er zijn nog restanten van de originele tempel die later ommuurd werd en een tijd als christelijke kerk dienstdeed.
Het dorp werd bijna het hele Nieuwe Rijk gebruikt met als uitzondering de regering van Echnaton, toen de graven in Achetaton werden gemaakt.

## Fotogalerij

Deir-el-Medina
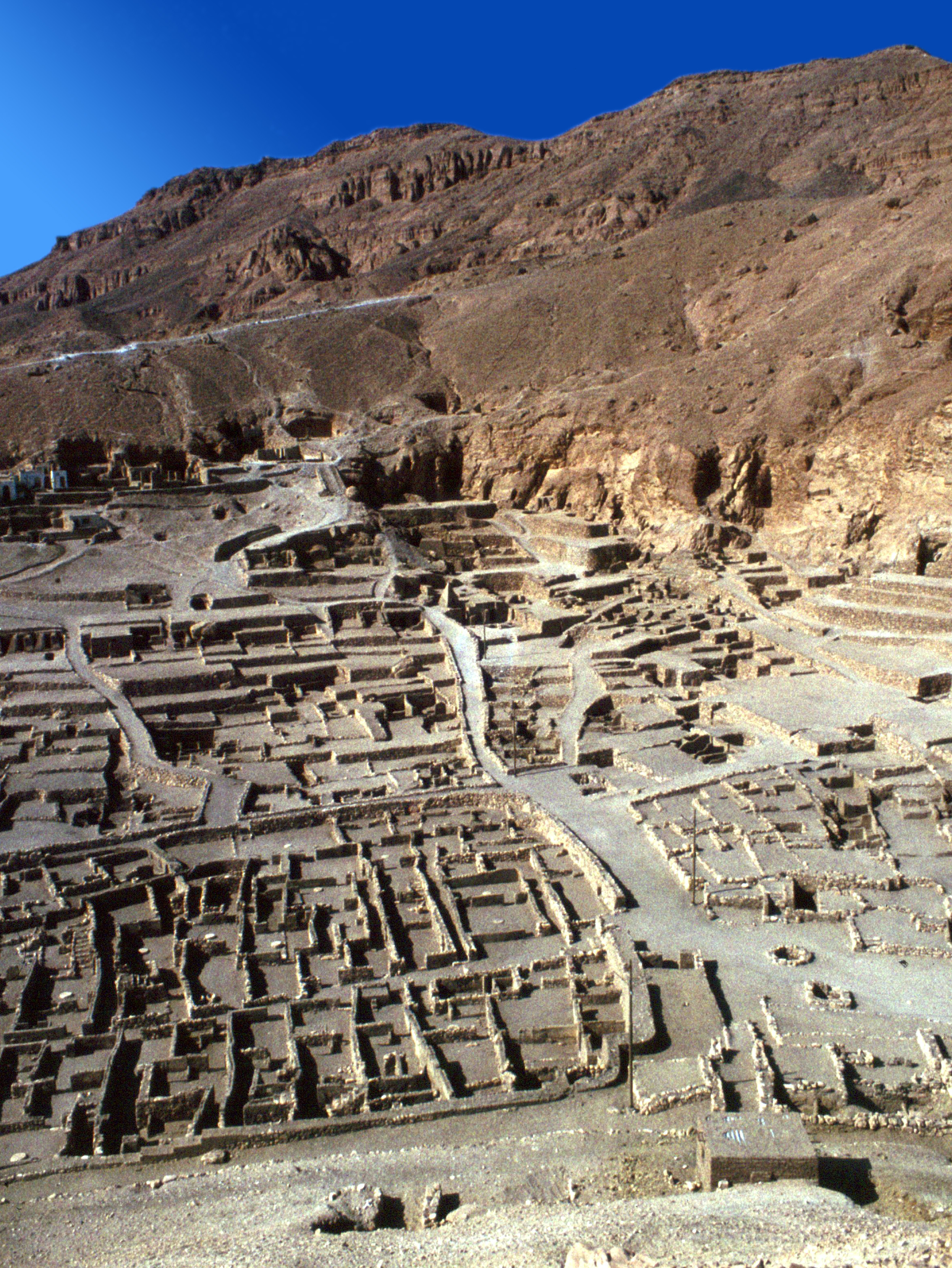
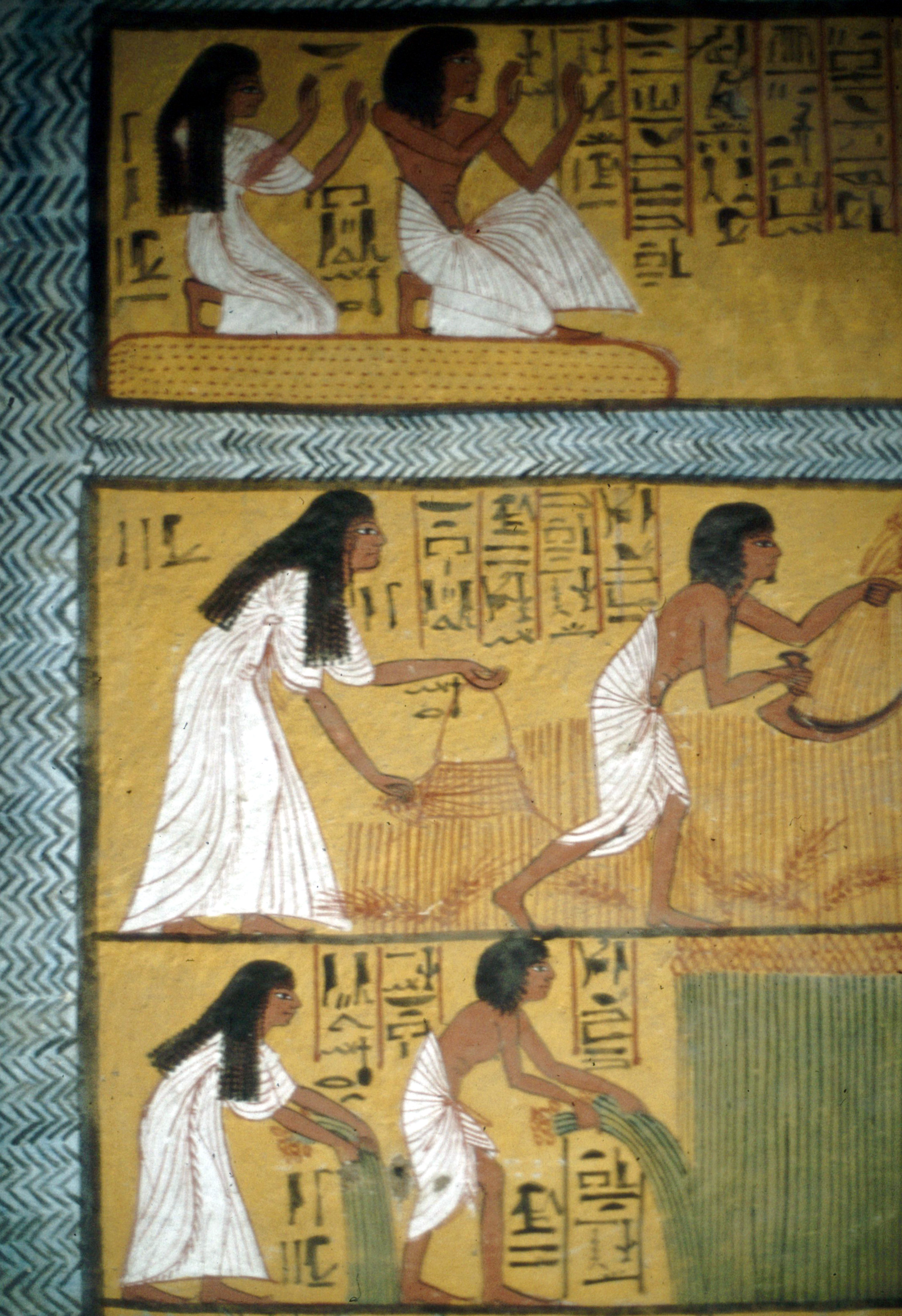
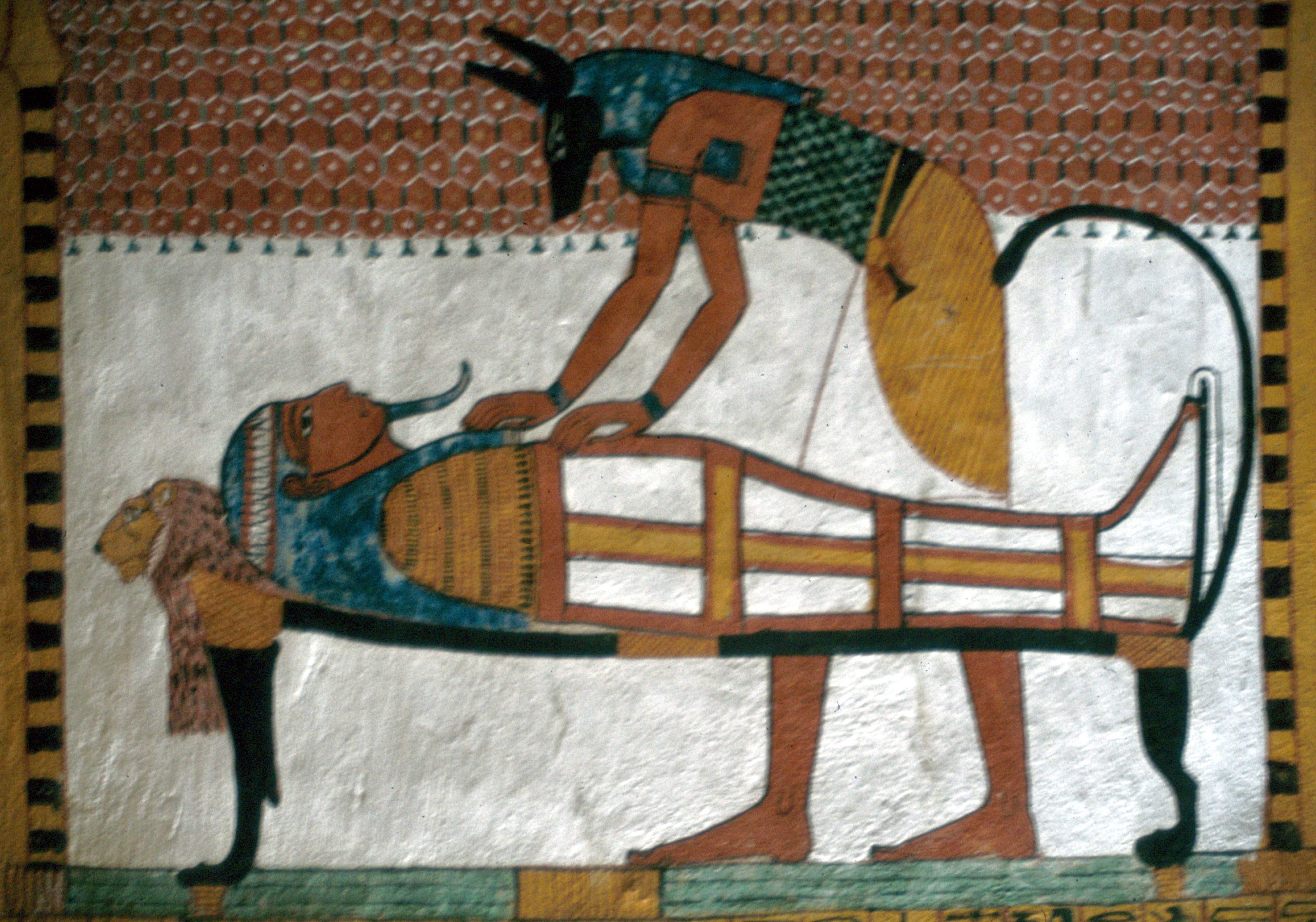
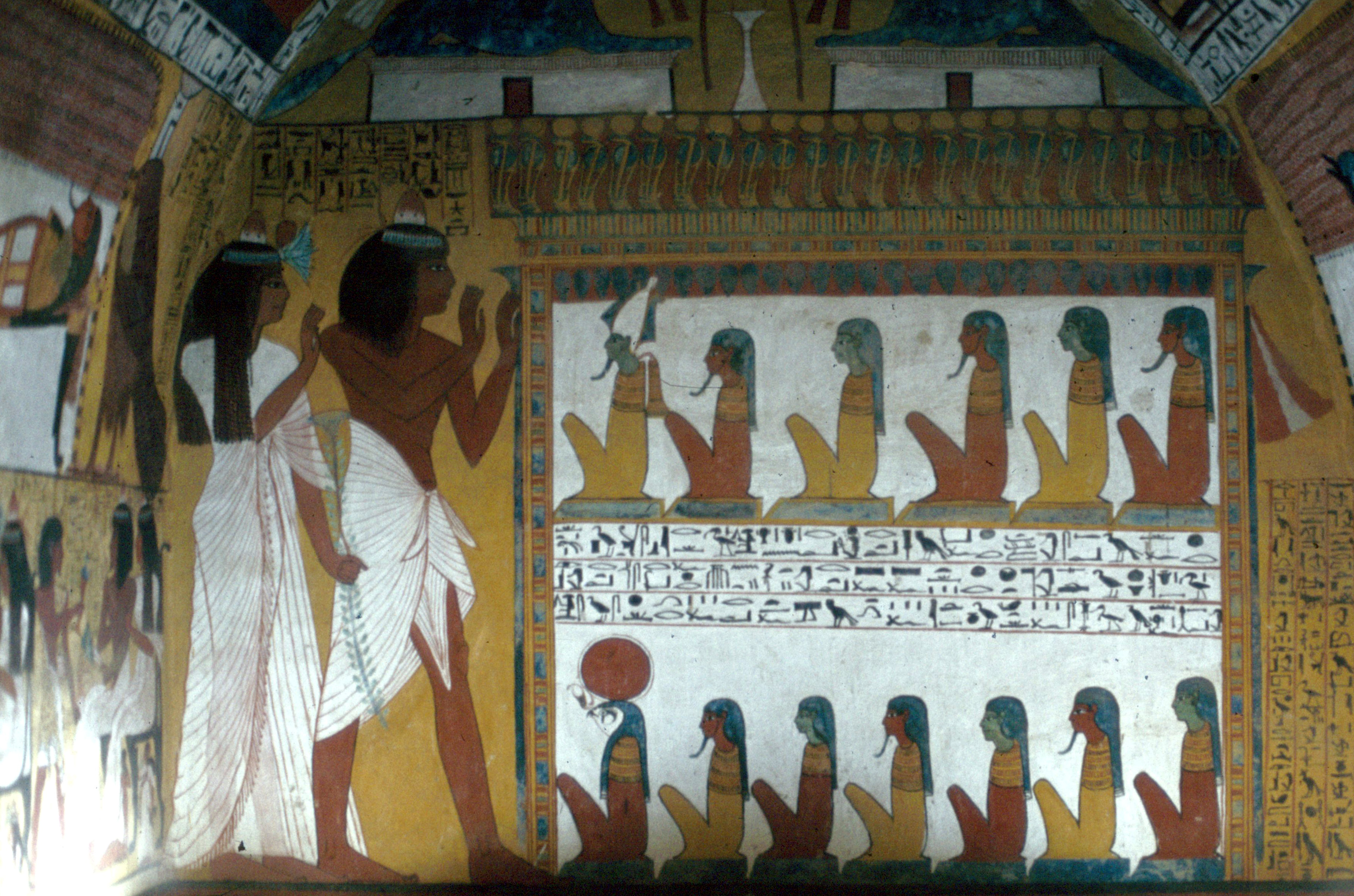
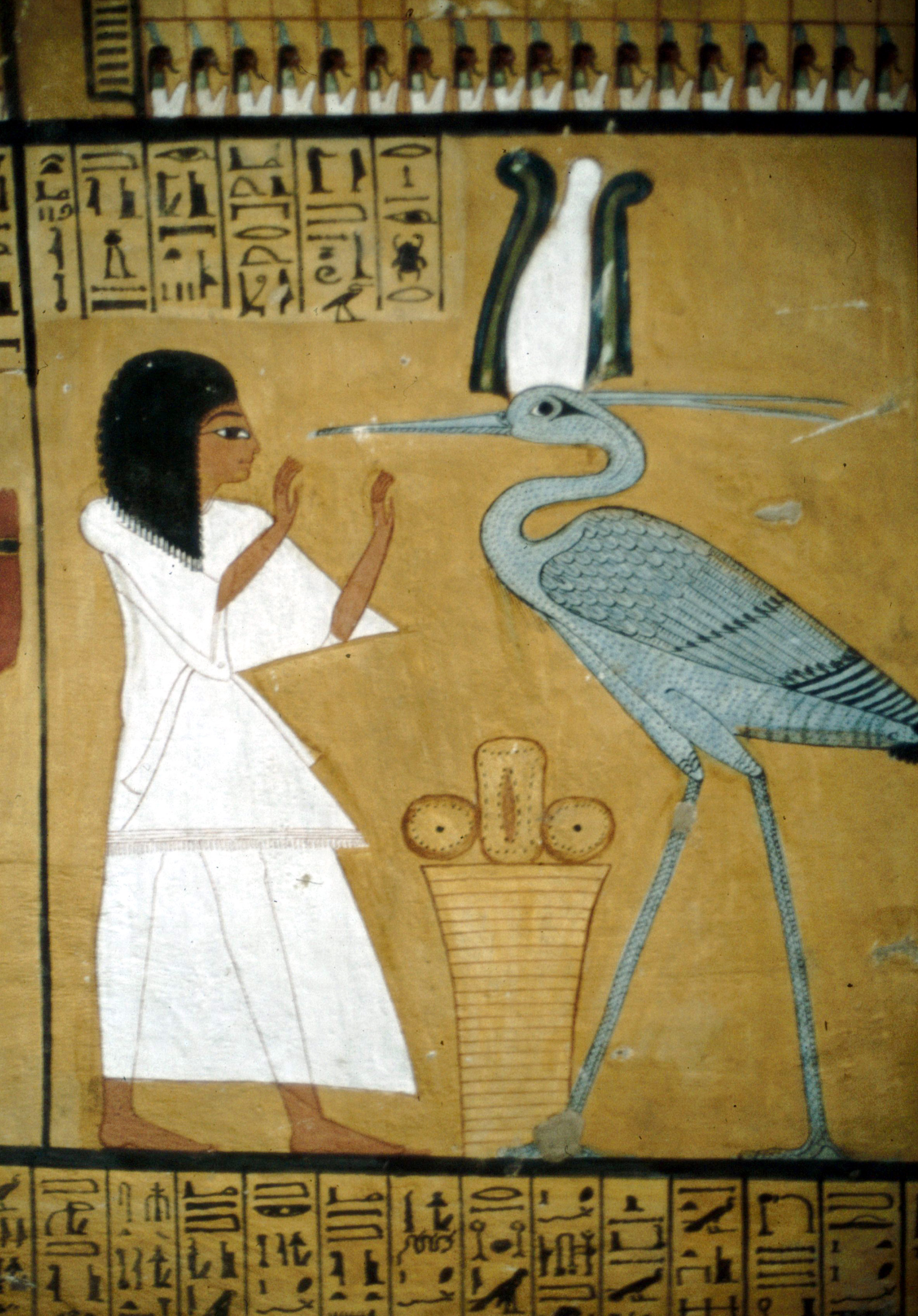